# Cultura de Jamaica

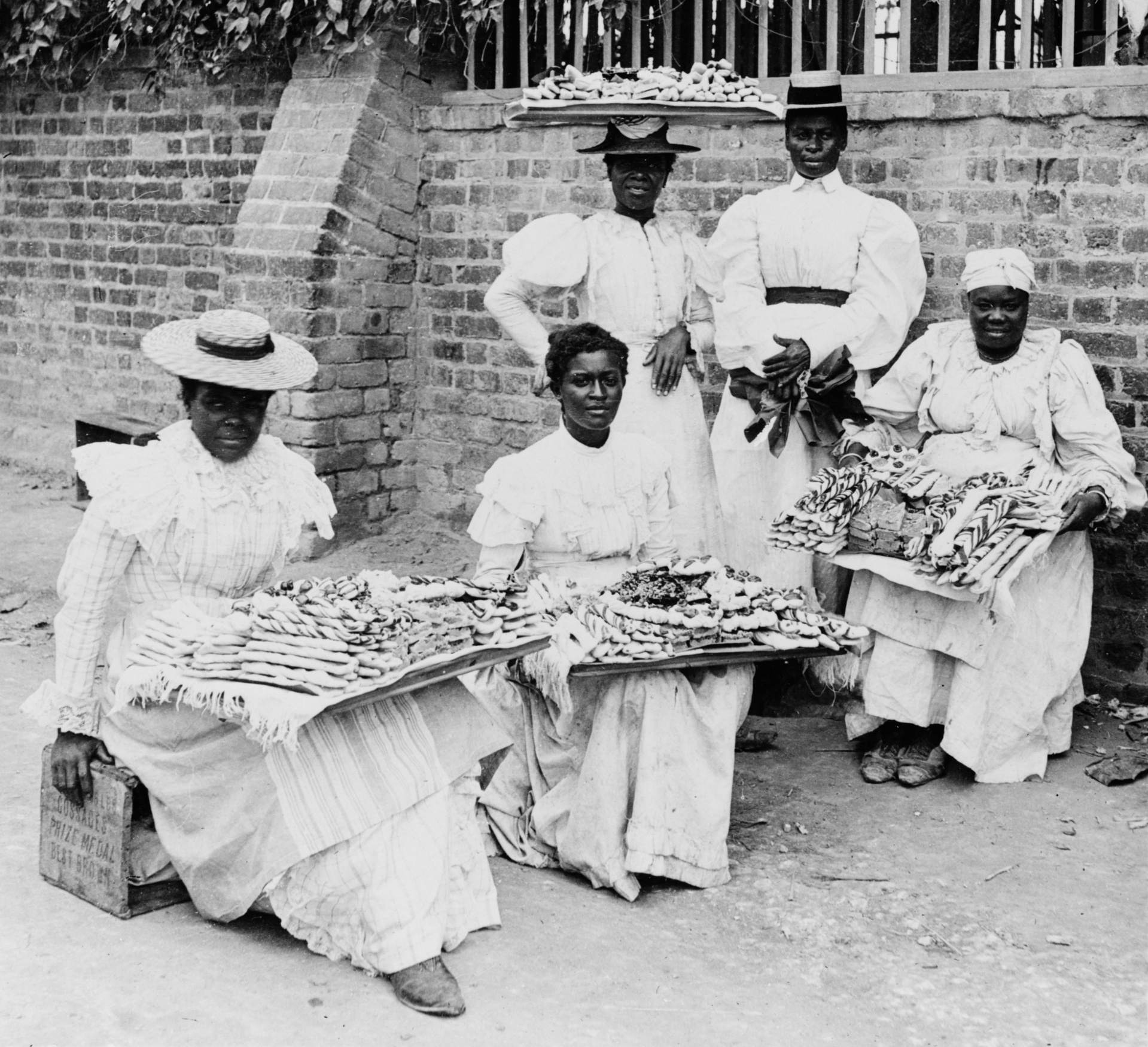
Mujeres vendiendo dulces en Kingston, Jamaica, c. 1899.

La cultura jamaicana es el producto de una mezcla de culturas que se asentaron en la isla de Jamaica. Principalmente fue conformada por los negros africanos, los indios taínos, los colonizadores españoles, los evangelizadores británicos, y por último las comunidades de hindúes 
El 80% de los jamaiquinos son cristianos, de los cuales un 38% son anglicanos, un 18% de bautistas, un 8% de católicos, un 6% de metodistas y un 5% de presbiterianos. Asimismo, se encuentran pentecostales, cuáqueros y cristianos cienciólogos. Los otros cultos que se practican en la isla son:
la pocomania, especie de religión que gira en torno al espíritu;
el kumina, una creencia procedente de África;
la religión rastafari o
el garveynismo, verdadero culto nacionalista negro. También hay pequeños grupos que practican hinduismo, judaísmo, islamismo (principalmente suní), y sectas animistas (como los vudús).
La complicada situación política vivida en Jamaica desde su independencia en 1962, unida a las míseras condiciones de los guetos urbanos, ha propiciado el surgimiento de una incipiente cultura jamaiquina que venía desarrollándose en el mundo de la música. En la década de 1960 el ska deja paso a la música reggae. Este estilo musical nacido del ghetto se popularizó rápidamente, entre otras causas, por la utilización de la marihuana por parte de los rastas y su estilo de vida.
Actualmente existen numerosos estilos musicales con origen jamaiquino, que evolucionan día a día, algunos de los cuales influyen en la música de la  sociedad occidental.

## Literatura
El premio nobel Derek Walcott, nació y se educó en Santa Lucía, concurrió al colegio en Jamaica. Otros escritores de renombre de la isla son Claude McKay y Louis Simpson. Son especialmente interesantes las obras teatrales y libros escritos en inglés jamaiquino, o patois. Louise Bennett, Andrew Salkey y Mikey Smith han contribuido a esta vertiente, escribiendo obras en patois. Ian Fleming escribió sus famosas novelas de James Bond mientras estuvo radicado en Jamaica. Jean Rhys es conocida por su renombrada novela Wide Sargasso Sea, que está ambientada en Jamaica. Los escritores jamaiquinos siempre han tenido la disyuntiva sobre si escribir en inglés corriente para una gran audiencia mundial o en el dialecto patois local, para una audiencia más reducida aunque más exclusiva.